# Robert Saladrigas i Riera
Robert Saladrigas i Riera (Barcelona, 12 de febrer de 1940 - Barcelona, 22 d'octubre de 2018) fou un escriptor, periodista i crític literari català, prestigiós pels seus articles sobre literatura estrangera que publicava en el suplement CULTURA/S de La Vanguardia. La seva obra literària en català s'ha traduït al castellà, al portuguès i al romanès i alterna amb assajos crítics sobre diversos autors.

## Biografia

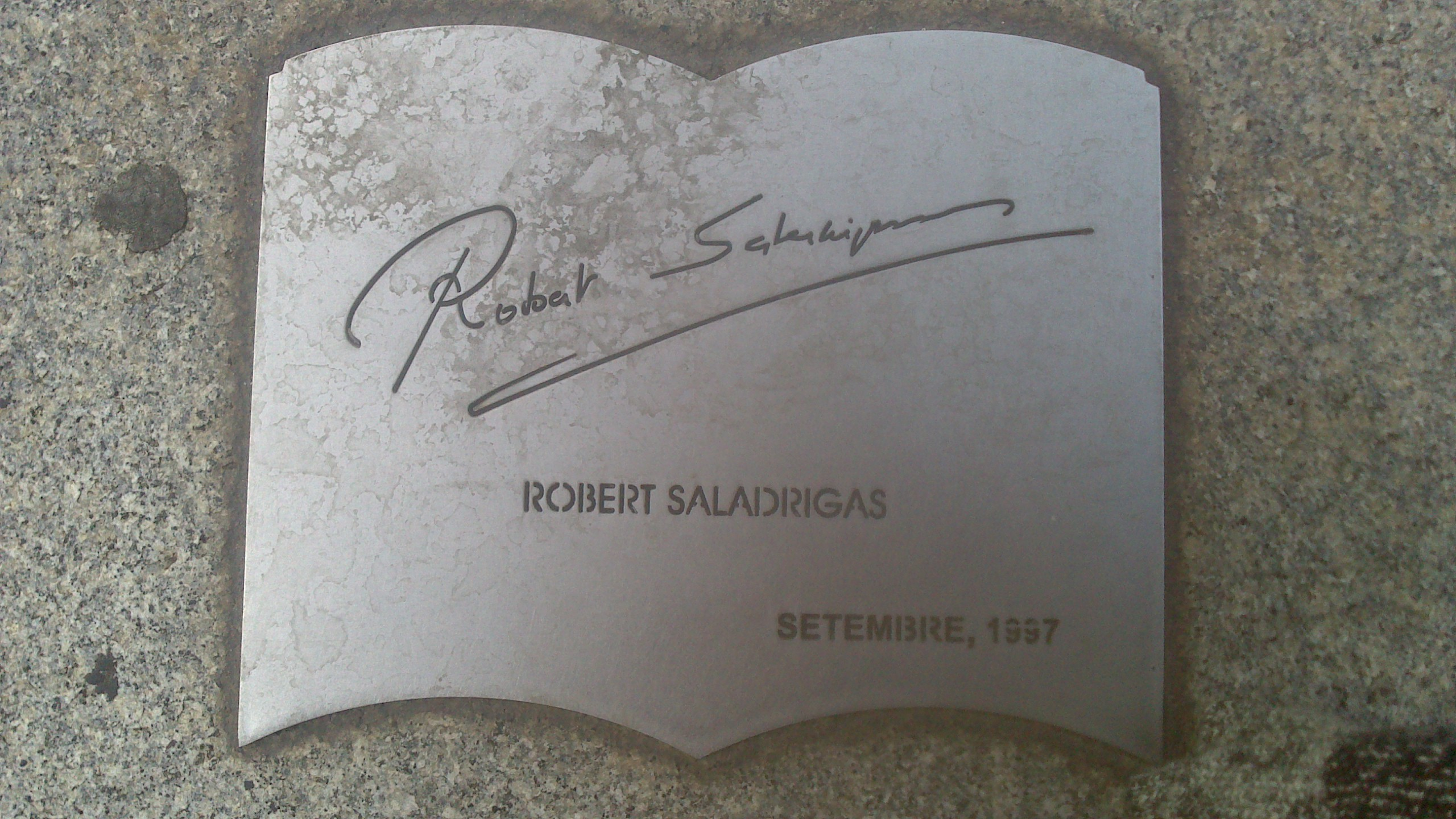
Placa amb la signatura de Robert Saladrigas al Monument al llibre (Barcelona)

Robert va néixer el 12 de febrer de 1940 a Barcelona. Ben aviat va decidir aparcar els estudis d'economia pel periodisme i la literatura i, des de llavors, va escriure als diaris El Correo Catalán, TeleXpres i La Vanguardia (en què va dirigir entre 1981 i 1994 el Suplement Libros) i va col·laborar a l'ABC i a les revistes Siglo 20, Tele/Estel, Cavall Fort, Mundo i Destino. Després de la seva experiència a l'editorial Noguer quan era jove, l'any 1974 va fundar Edicions Galba, que va dirigir fins a l'any 1978. De 1978 a 1984 va dirigir en el Circuit Català de TVE els programes culturals Signes i Veus i formes, a més de la novel·la en cinc episodis (de dilluns a divendres) Cambres barrades i la sèrie composta per tretze relats curts emesos amb el títol Històries de cara i creu. Va dirigir programes culturals i va col·laborar en altres de Ràdio 4, Radio Peninsular, COM Ràdio i Catalunya Ràdio. Saladrigas va morir el 22 d'octubre de 2018, deixant com a vídua Montse Gilabert.
Literàriament sempre ha alternat novel·les per a adults i per a joves. Va iniciar-se seguint els models realistes però posteriorment va incorporar trets d'altres gèneres. De la literatura juvenil va destacar la llibertat amb què es podien tractar tots els temes i la necessitat d'emprar un llenguatge més directe. Es pot emmarcar en l'anomenada generació catalana del 70, tot i que la seva primera tradició va ser anglosaxona i es va apropar tardanament als autors catalans canònics.

## Obres
- Narrativa en català:
  - 1966 El cau
  - 1967 Entre juliol i setembre
  - 1970 Boires
  - 1970 L'Àlex, el 8 i el 10
  - 1970 52 hores a través de la pell
  - 1971 El viatge prodigiós d'en Ferran Pinyol
  - 1977 Històries a mig camí
  - 1977 Aquell gust agre de l'estel
  - 1979 Néixer de nou, cada dia
  - 1980 Pel camí ral del nord
  - 1981 Sota la volta del temps
  - 1983 Imatges del meu mirall
  - 1983 Sóc Emma
  - 1984 Visions de cada hora
  - 1986 Memorial de Claudi M. Broch
  - 1990 Claris
  - 1991 Tauromàquia: sol i lluna
  - 1992 El sol de la tarda
  - 1994 Un temps del diable
  - 1995 Amic Lu
  - 1996 La mar no està mai sola
  - 1999 Còmplices de ciutat
  - 2004 La llibreta groga
  - 2005 Biografia
  - 2008 L'altre
  - 2012 L'estiu de la pluja
- Assaig/periodisme en català:
  - 1973 L'Escola del Mar i la renovació pedagògica a Catalunya. Converses amb Pere Vergés
  - 1974 Literatura i societat a la Catalunya d'avui
  - 2014 Paraules d'escriptors. Monòlegs amb creadors catalans dels setanta
- Castellà:
  - 1965 Notas de un viaje
  - 1967 Arañas
  - 1972 Las confesiones no católicas de España
  - 2012 Voces del "boom". Monólogos
  - 2013 De un lector que cuenta. Impresiones sobre la narrativa extranjera contemporánea. De Thomas Mann a Jonathan Franzen
  - 2014 Rostros escritos. Monólogos con creadores españoles de los setenta
  - 2017 En tierra de ficción. Recorrido por la narrativa contemporánea. De Edgar Allan Poe a Evan Dara

## Premis
- 1966 Joaquim Ruyra per Entre juliol i setembre
- 1969 Víctor Català per Boires
- 1986 Premi de la crítica per Memorial de Claudi M. Broch
- 1991 Sant Jordi per El sol de la tarda
- 1992 Joan Crexells per El sol de la tarda
- 1996 Carlemany per La mar no està mai sola
- 2004 Josep Pla per La llibreta groga